# Oestophora lusitanica
Oestophora lusitanica is een slakkensoort uit de familie van de Trissexodontidae. De wetenschappelijke naam van de soort is voor het eerst geldig gepubliceerd in 1841 door L. Pfeiffer.